# Pàtina

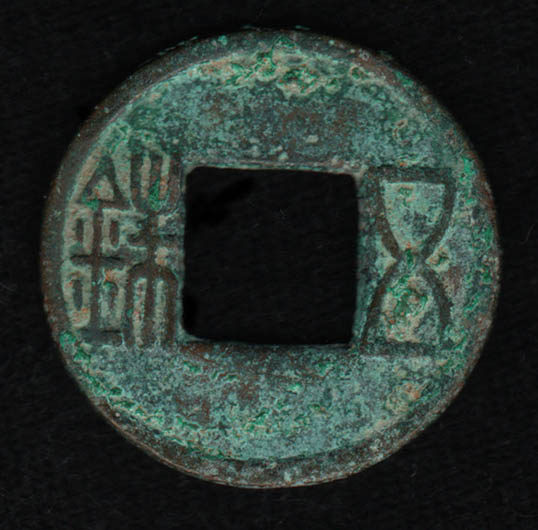
Moneda de bronze de la Dinastia Han amb una pàtina verdosa característica.

El Pilar de Ferro a Delhi.

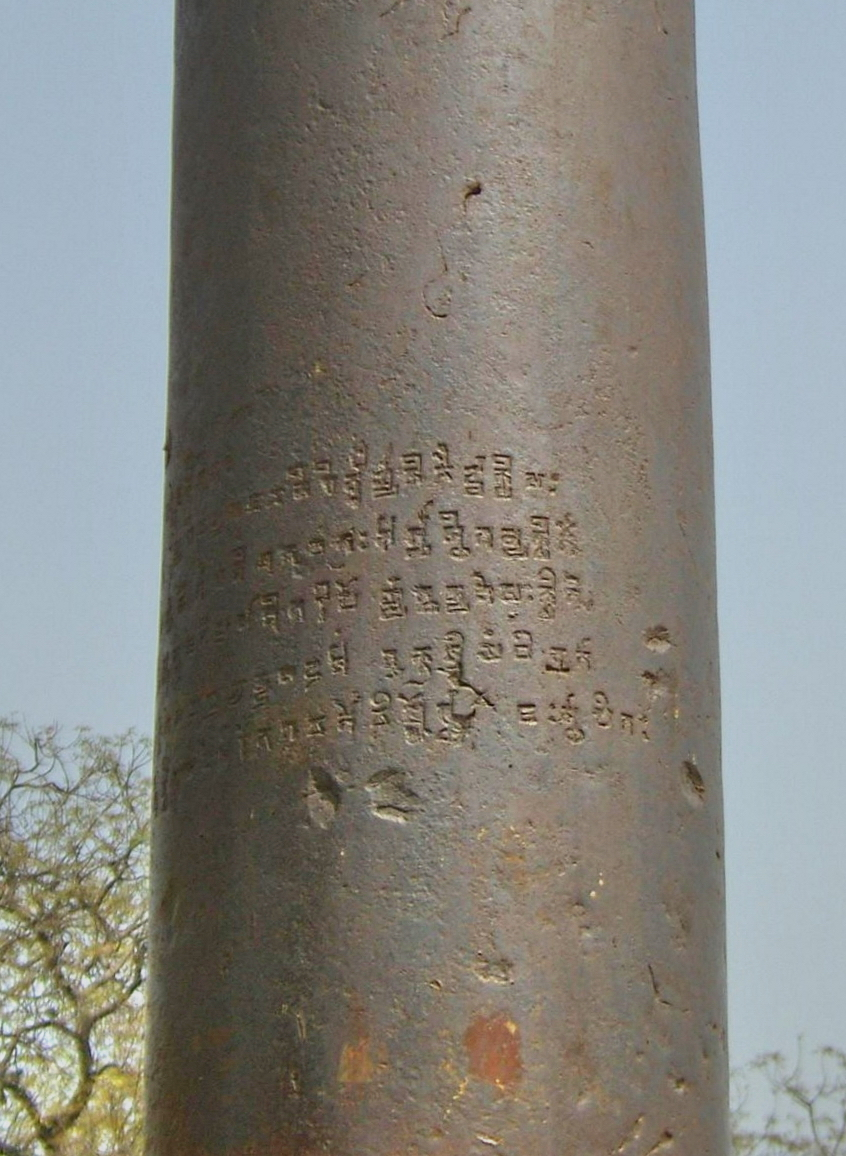
Detall del pilar de ferro. Vegeu la pàtina, pràcticament sense rovell.

La pàtina és l'alteració de la superfície d'un objecte exposat a l'aire lliure per acció dels elements, del temps i de l'ús eventual.
Els edificis vells, les estàtues de bronze o marbre, els mobles de fusta, les pintures (quadres), les eines manuals i molts altres poden adquir pàtina amb el temps. En cada cas, però, els detalls són diferents. Una estàtua de bronze situada a l'aire lliure lluu una pàtina verdosa característica resultat de l'alteració superficial per accions químiques. Un violí molt valuós i sempre ben tractat, per simple desgast pot mostrar un aspecte extern amb zones de diferent tonalitat. Un bust d'ivori en una sala de fumadors en pocs anys pot adquirir una tonalitat groguenca pel simple dipòsit del fum. En una pipa tallada d'escuma de mar propietat d'un fumador expert a l'acció del fum s'hi afegeixen altres canvis, provocats per l'ús i el fregament.

## Pàtines en els metalls
Les pàtines que es formen en els metall i aliatges són molt conegudes i han estat ben estudiades. Entre altres maneres poden classificar-se en pàtines estables i pàtines destructives.

### Coure, bronze i llautó
- Pàtines estables

El coure exposat a l'aire s'oxida superficialment. Primer formant òxid de coure(I) (de color vermellós) i després òxid de coure(II) (de color marronós o gairebé negre). Les monedes de coure o bronze antigues (i moltes de modernes relativament poc usades) tenen, pel cap baix, una pàtina marronosa.
El sulfat i el sulfur de coure són de color verd o blau-verdenc. Provoquen l'anomenat "verdet" en objectes de coure i els seus aliatges. Els òxids de coure poden transformar-se en carbonats de coure, de color verd (malaquita) o blau (atzurita, calconatronita). L'acetat de coure és verd i molt tòxic per via oral. Les pàtines estables són familiars en estàtues de bronze i formen una capa protectora i (en molts casos) estètica. En atuells de coure o de llautó no són tan desitjables.
- Pàtines inestables

La presència de clorurs provoca pàtines inestables i molt destructives ("càncer del bronze"). Combinats amb l'oxigen de l'aire i l'aigua formen àcid clorhídric procés progressiu i reiteratiu. L'acid forma clorurs i els clorurs es transformen en àcid, fins a provocar la destrucció de la peça atacada en un ambient desfavorable.
- Pàtines artificials

A més de les pàtines naturals hi ha una gran tradició (pel cap baix des del Renaixement) en tractar objectes de bronze amb diversos productes químics per a provocar la formació de pàtines artificials. Hi ha tècniques diferents que provoquen pàtines diverses. L'objectiu pot ser merament decoratiu o un intent que la peça tingui aspecte d'antiga.

### Ferro i acer
Normalment el ferro i els acers només formen pàtines destructives (Vegeu rovell). Les peces de ferro forjat (amb baix contingut de carboni) tenen una bona resistència a la corrosió. Hi ha exemples de reixes forjades centenàries en ambients molt humits que no es rovellen pràcticament gens i mostren una pàtina grisenca o gairebé negra, sense haver estat mai pintades ni protegides superficialment.
- Pàtines estables

Hi ha tres casos particulars que tenen interès:
- La columna de ferro de Delhi[5]
- Algunes espases dels vikings[6][7]
- Les katanes japoneses

La columna de ferro de Delhi és un pilar de ferro d'unes sis tones (6.000 kg) d'una puresa del 98%. Durant segles d'exposició a l'atmosfera (uns 1600 anys) ha resistit molt bé contra la corrosió mitjançant la formació d'una pàtina natural estable "catalitzada" per la presència de fósfor al pilar. Segons estudis realitzats, la formació de la pàtina sobre una superfície polida expressament és d'uns tres anys.
Entre altres casos semblants d'espases vikingues i celtes, hi ha una espasa vikinga trobada en el fons fangós del riu Tàmesi amb una pàtina estable i protectora de goethita.
Les katanes japoneses segueixen tradicions particulars detallades en obres especialitzades.
Pel que fa a la pàtina hi ha dues parts importants: l'espiga de la fulla (que no es neteja mai, o no s'hauria de netejar) i les guardes ("tsuba") de ferro. De forma simplificada, la pàtina protectora ideal en aquestes parts és una capa de magnetita de color negre o negre blavós.

## La pàtina en arquitectura
La simple acció dels elements al llarg dels anys forma una pàtina en les edificacions. També els humans (amb l'ús, abús o abandonament dels edificis) contribueixen a l'envelliment de les superfícies exteriors.
Des del punt de vista tècnic, cada material forma una pàtina diferent segons l'indret geogràfic i les condicions meteorològiques. Pedra, marbre, toxo, toves, teules, pissarra, tapial, ... Els casos possibles són molts.
Una consideració simple permet classificar les pàtines en edificis en "desitjables" o "indesitjables". Serien desitjables les pàtines nobles que no perjudiquen un edifici i que mostren la seva antiguitat. Les pàtines no desitjables foren les perjudicials o d'aspecte innoble que podrien qualificar-se com una simple acumulació de brutícia. La contaminació moderna, principalment en grans ciutats (encara que no exclusiva d'aqueixes), ha transformat en molts casos pàtines desitjables i no perjudicials en pàtines destructores que cal controlar o eliminar.
Hi ha molta literatura especialitzada que pot consultar-se sobre el particular.